# Société d'habitation et de développement de Montréal
La Société d'habitation et de développement de Montréal est un organisme paramunicipal de la Ville de Montréal dont la mission consiste à promouvoir le développement économique et social de Montréal par la gestion et le développement immobiliers. En particulier, elle opère sans but lucratif afin de revitaliser des secteurs du territoire montréalais par la mise en valeur d'actifs résidentiels, commerciaux, institutionnels et culturels. 
Son adresse est le 800, boulevard De Maisonneuve Est, 22e étage.

## Activités
Par son programme de crédit d'achat intitulé Accès-Condos, la SHDM facilite l'accession à la propriété sur le territoire de Montréal tout en agissant comme catalyseur dans la revitalisation urbaine. 
En sus de ses actions en matière de développement immobilier, la SHDM gère près de 5000 logements locatifs à prix abordable dans le cadre de trois programmes, soient le programme fédéral de l'article 95 de la Loi nationale sur l'habitation, le Programme municipal d'acquisition de logements locatifs (PALL) et le Programme municipal d'acquisition de maisons de chambres (PAMAC). Ces programmes ont permis, notamment, d'acquérir des immeubles afin de les remettre en état et de les transférer à des coopératives d'habitation et à des organismes à but non lucratif (OBNL), afin de favoriser l'accès à la propriété collective à une population à faibles revenus.
La société intervient également dans l'acquisition de terrain ou de bâtiments aux fins d'exploitation et de développement.

## Histoire
Jusqu’en 2006, la SHDM était un OSBL paramunicipal. Le 1er janvier 2007, la SHDM est devenue une société privée et le conseil de ville de Montréal n'avait plus de droit de regard sur ses activités. 
En avril 2009, le vérificateur général de la Ville de Montréal a demandé que le service de police de la Ville de Montréal enquête sur les agissements de la SHDM.
Le 15 juin 2010, la SHDM est redevenue une société paramunicipale, mais conserve son statut d’OSBL.